# 私鉄協同無線センター

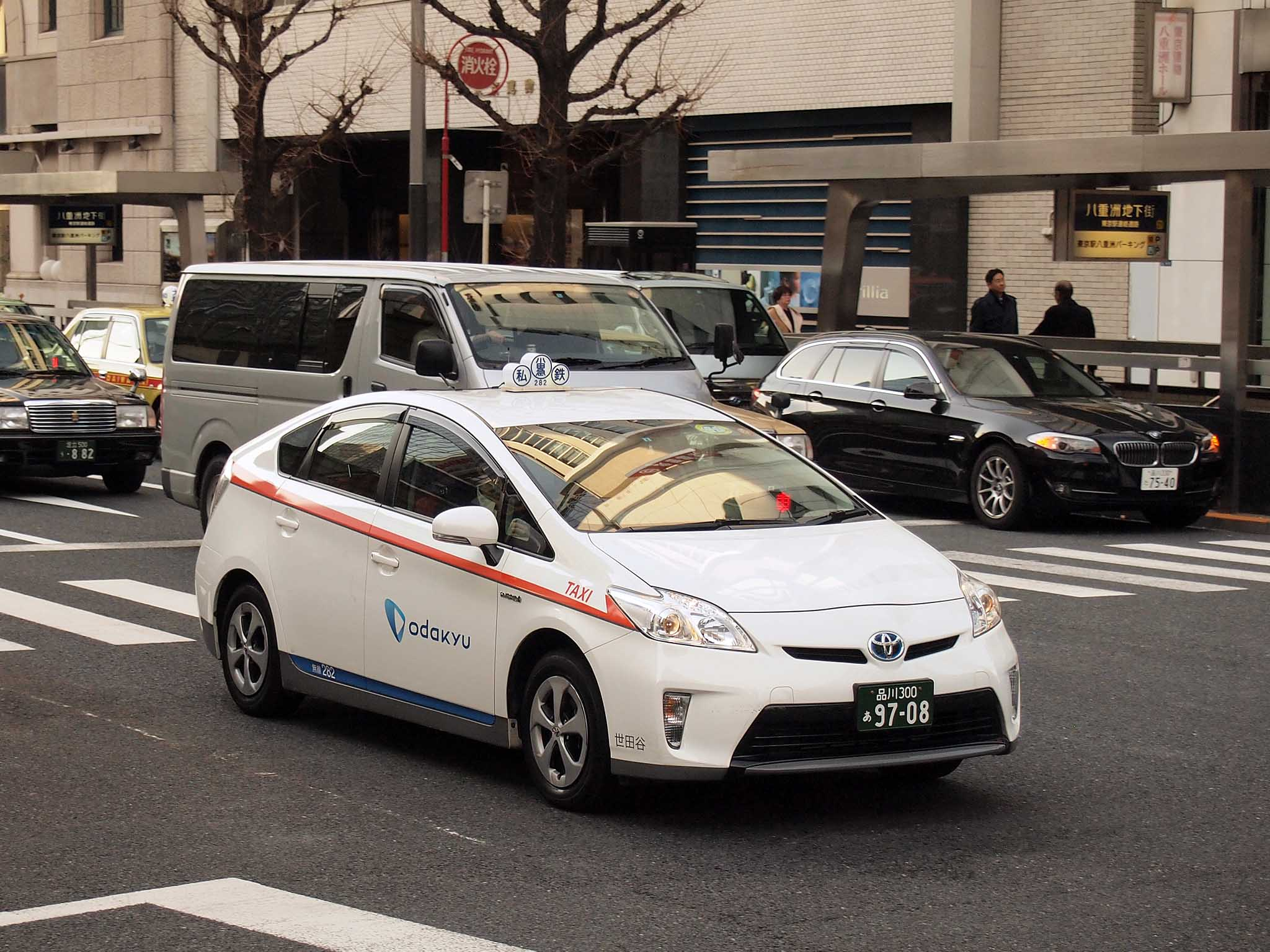
加盟事業者の車両
小田急交通のプリウス
ロマンスカーVSEカラー

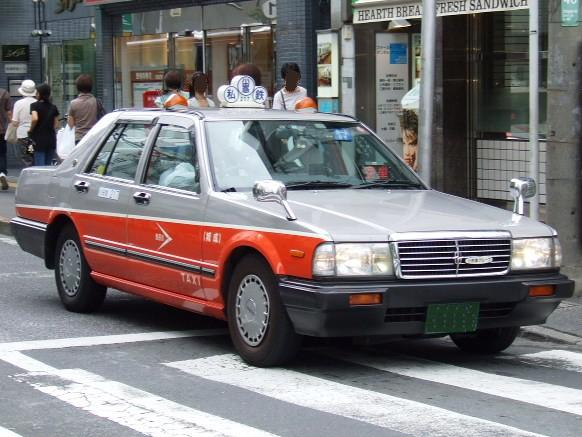
加盟事業者の車両
小田急交通のセドリック
ロマンスカーSEカラー

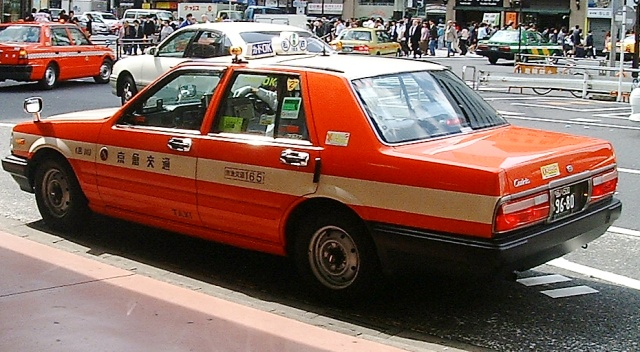
加盟事業者の車両
京急交通のセドリック

私鉄協同無線センター株式会社（してつきょうどうむせんセンター）は、東京都内（東京23区・武蔵野市・三鷹市）に営業区域を持つ私鉄系タクシー事業者により構成される株式会社。小田急交通および京急交通の2社で構成され、同地区内での2社のタクシーの無線配車業務を行う。
協同組合時代の旧称は東京私鉄自動車協同組合（とうきょうしてつじどうしゃきょうどうくみあい）。略称は旧称時代から「私鉄協」である。
小田急交通・京王自動車・京急交通の関東大手私鉄系タクシー事業者3社により、長らく「東京私鉄自動車協同組合」として運営してきたが、京王自動車が2020年（令和2年）2月23日をもって離脱し、翌2月24日より小田急交通と京急交通の2社となった（詳細は後述）。

## 概要
営業区域は東京23区・武蔵野市・三鷹市のいわゆる「東京武三地区」を対象とする。他県および東京都内でも多摩地区（タクシーの営業区域では武蔵野市・三鷹市は含まない）では、加盟会社のグループで社名灯（行灯）が共通していても各社の無線配車センターが担当している。
屋根上の社名灯（行灯）は家紋の「三ッ星型」で、左右に「私鉄」の文字、真中に加盟事業者の社名、台座部分に無線番号が入る。
運賃支払いには交通系ICカード電子マネーが利用可能で、PASMOのサービス開始以降、PASMO・Suicaが順次導入されたが、導入時期はタクシー会社により異なる。各社の母体となる鉄道会社はいずれもPASMO電子マネーのアクワイアラであることから、各社ともPASMOの加盟店扱いであり、Suicaについては首都圏ICカード相互利用サービスにより利用可能となっている。そのため、利用可能な電子マネーの表記としてPASMOを大きく表示している。交通系ICカード全国相互利用サービス開始後は、対応カード（Kitaca・TOICA・manaca・ICOCA・SUGOCA・nimoca・はやかけん）も利用可能となった。ただしポストペイ方式のPiTaPaのみ利用できない。

### 京王自動車の離脱による事業再編
2019年（令和元年）9月17日、京王自動車は帝都自動車交通とタクシー業務提携に係る協定書を締結した。翌2020年2月より同社との業務提携を開始し、都内武三地区での無線配車を帝都自動車交通の無線により行うことを発表した。
2019年（令和元年）8月、小田急交通は本社内に私鉄協同無線センター株式会社を設立し、東京私鉄自動車協同組合の業務を継承することとした。
京王自動車は2020年（令和2年）2月23日をもって私鉄協での配車事業を終了し、私鉄協から離脱した。翌2月24日から、私鉄協同無線センターでの配車を開始。渋谷区東にあった東京私鉄自動車協同組合の無線配車センターを移転した。
なお、2019年9月17日時点での発表では、私鉄協無線センターの電話番号に変更はないとされていたが、移転後に市内局番などが変更されている。

## 営業所
東京23区・武蔵野市・三鷹市を配車地域とする営業所が加盟する。

### 小田急交通
- 世田谷営業所：東京都世田谷区千歳台1丁目12-32
- 蒲田営業所：東京都大田区多摩川1丁目34-17

### 京急交通
- 品川営業所：東京都品川区東大井1丁目21−13

## 過去の加盟会社

### 京王自動車
無線配車は都内武三地区に営業区域を持つ、京王自動車城西および京王自動車城南（当時）の営業所（吉祥寺営業所、杉並営業所、目黒営業所）のみ私鉄協無線センターで配車していた。それ以外の多摩地区と神奈川県内の営業所については自社無線センターによる配車のため、私鉄協離脱後も変更はない。

### その他
関東タクシー・関東観光
- 関東バス直営ならびに子会社[注釈 2]。1966年に京王帝都電鉄（現・京王電鉄）へ経営権譲渡、関東タクシーと関東交通として買収され、それぞれ第二新京王タクシー・新京王タクシーへ改称の後、京王グループ再編により京王自動車へ移管。

東急サービス
- 東急グループ、現・東急ファシリティサービス。1956年に城南交通として開業。後に渋谷サービスへの商号変更ならびに東急交通の吸収合併を経て1967年に東急サービスとなる[注釈 3]。一時期私鉄協に加盟していたものの1974年1月にタクシー事業を廃止し残るハイヤー事業も1984年に日本交通へ事業譲渡され同社渋谷第二営業所となった（統廃合により廃止済）。

東武金龍自動車→金龍自動車交通
- 東武グループ。金龍自動車交通（足立区中川）は、当初は東武金龍自動車として東武鉄道直系であったが、朝日自動車グループに所属替えされこの社名となる。私鉄協脱退後は中央無線協同組合（現・信和事業協同組合）に加盟。2011年（平成23年）6月に同協組が大和自動車交通と提携したため車両仕様・乗車券・無線配車なども含めて同社にグループ化されたが[8]、2014年11月に日本交通へ全株式を譲渡し朝日自動車グループから離脱。同年12月1日付で日交足立へ社名変更後、2015年11月に美輝タクシーと合併し日交美輝へ再度社名変更した。なお、同一区域内に東武グループにはもう一社、東武興業安全タクシーが存在していたがこちらは東京無線所属であった（こちらも日本交通子会社の東洋交通へ営業権を譲渡され東洋交通練馬営業所となった後、日交練馬として再分割された）。また、東武鉄道の駅の構内権は旧・金龍のもののみ継承され、竹ノ塚駅のタクシー乗り場は2018年現在、日交美輝と日交本体の千住営業所のそれぞれ一部の車両に枠が割り当てられている。

相鉄自動車
- 事業所は横浜（横浜市旭区矢指町）・大和（大和市桜森）の2営業所。2012年6月に相鉄ホールディングスが所有していた全株式を日本交通ならびに日交データサービス（当時。JapanTaxi→Mobility Technologiesを経て現在のGO）へ譲渡。日本交通横浜株式会社に商号変更したため相鉄グループから離脱し私鉄協を脱退。後に日本交通横浜に日本交通小田原を統合。また、2019年3月29日に京王自動車京浜も日本交通横浜に譲渡されている。この他、相模鉄道が品川区東品川に営業所を置いていたことがある[9]。

臨港交通（川崎市幸区)
- 2014年12月19日付で京急グループに所属する川崎鶴見臨港バスが所有していた全株式を飛鳥交通へ譲渡し、飛鳥交通川崎中央株式会社に商号変更したため私鉄協を脱退。過渡期には行灯の「私鉄」を「飛鳥」に、真中の「臨港」を飛鳥のロゴ（ΛskΛ）にした仕様が存在した。

富士急横浜自動車
- 事業所は磯子（横浜市磯子区磯子）・金沢（横浜市金沢区瀬戸）の2営業所。日の丸自動車興業に事業譲渡され私鉄協を脱退。その後2014年に神奈川都市交通グループの多摩田園タクシーへ営業権譲渡、2015年5月には磯子営業所が既存の神奈川都市交通磯子営業所と合併。営業権は神奈川都市交通へ承継され、2015年6月現在は神奈川都市交通磯子営業所・金沢営業所として営業。